# Tunnel Vision (Kodak Black)
Tunnel Vision è un singolo di Kodak Black, estratto dall'album di debutto Painting Pictures. La canzone è stata pubblicata il 17 febbraio 2017, sotto le etichette Dollaz N Dealz, Sniper Gang e Atlantic Records.

## Descrizione
La traccia è stata prodotta da Metro Boomin, Southside e Cubeatz. Nella traccia è presente un campionamento derivante da El Aparecido, una canzone della band folk cilena Inti-Illimani.

## Video musicale
Il video musicale è uscito il giorno precedente all'uscita del singolo, il 16 febbraio 2017, nel canale Youtube di Kodak Black. Nel video è presente un uomo di carnagione chiara che indossa una giacca raffigurante la Bandiera degli Stati Confederati d'America e un cappello Make America Hate Again. Egli lotta contro un ragazzo di colore. Si alternano la scena della lotta e una scena dove Black canta, con un membro del Ku Klux Klan impiccato ad una croce come sfondo.